# ديفيد جيفن
ديفيد جيفن (بالإنجليزية: David Geffen)‏ (و. 1943 – م) هو منتج أفلام، وكيل مواهب، رجل أعمال، منتج أسطوانات، منتج تلفزيوني من الولايات المتحدة الأمريكية ولد في بروكلين.

## التعليم
تعلم في جامعة تكساس، أوستن.

## روابط خارجية
- ديفيد جيفن على موقع IMDb (الإنجليزية)
- ديفيد جيفن على موقع الموسوعة البريطانية (الإنجليزية)
- ديفيد جيفن على موقع مونزينجر (الألمانية)
- ديفيد جيفن على موقع ميوزك برينز (الإنجليزية)
- ديفيد جيفن على موقع قاعدة بيانات برودواي على الإنترنت (الإنجليزية)
- ديفيد جيفن على موقع إن إن دي بي (الإنجليزية)
- ديفيد جيفن على موقع أول ميوزيك (الإنجليزية)
- ديفيد جيفن على موقع ديسكوغز (الإنجليزية)
- ديفيد جيفن على موقع قاعدة بيانات الفيلم (الإنجليزية)